# Distrito de Poznan
Poznan (polaco: powiat poznański) es un distrito (powiat) del voivodato de Gran Polonia (Polonia). Fue constituido el 1 de enero de 1999 como resultado de la reforma del gobierno local de Polonia aprobada el año anterior. Su sede administrativa es Poznan, aunque la ciudad no forma parte de él y por sí misma es otro distrito distinto. Además de con dicha ciudad, limita con otros diez distritos de Gran Polonia: al noroeste con Szamotuły, al norte con Oborniki y Wągrowiec, al este con Gniezno y Września, al sudeste con Środa Wielkopolska, al sur con Śrem y Kościan y al oeste con Grodzisk Wielkopolski y Nowy Tomyśl. Está dividido en diecisiete municipios (gmina): dos urbanos (Luboń y Puszczykowo), ocho urbano-rurales (Buk, Kórnik, Kostrzyn, Mosina, Murowana Goślina, Pobiedziska, Stęszew y Swarzędz) y siete rurales (Czerwonak, Dopiewo, Kleszczewo, Komorniki, Rokietnica, Suchy Las y Tarnowo Podgórne). En 2011, según la Oficina Central de Estadística polaca, Poznań tenía una superficie de 1899,88 km² y era el distrito más poblado de Polonia con 327 110 habitantes.